# Liste des parcs d'État du Wyoming
Liste des parcs d'État du Wyoming aux États-Unis d'Amérique par ordre alphabétique. Ils sont gérés par le Wyoming Division of State Parks and Historic Sites.
- Ayres Natural Bridge
- Bear River
- Boysen
- Buffalo Bill
- Connor Battlefield
- Curt Gowdy
- Edness K. Wilkins
- Fort Bridger
- Fort Fetterman
- Fort Fred Steele
- Fort Phil Kearny
- Glendo
- Guernsey
- Hawk Springs
- Historic Governors' Mansion
- Hot Springs
- Independence Rock
- Keyhole
- Medicine Lodge
- Seminoe
- Sinks Canyon
- South Pass City
- Trail End
- Wyoming Pioneer Memorial Museum
- Wyoming Territorial Park